# Homoeocera tolosa
Homoeocera tolosa là một loài bướm đêm thuộc phân họ Arctiinae, họ Erebidae.